# كأس إسكتلندا 2007–08
كأس اسكتلندا 2007–08 (بالإنجليزية: 2007–08 Scottish Cup)‏ هو موسم من كأس اسكتلندا. كان عدد الأندية المشاركة فيه 81، وفاز فيه نادي رينجرز.